# 隐耳漠虎
隐耳漠虎（学名：Alsophylax pipiens）为壁虎科漠虎属的爬行动物，俗名隐耳林虎。分布于哈萨克斯坦、蒙古、乌兹别克斯坦、土库曼斯坦以及中国大陆的内蒙古、宁夏、甘肃、新疆等地，主要生活于戈壁滩的大石块下或洞穴内以及在沙漠内则筑巢于长有白刺的沙丘上。该物种的模式产地在Bogdo山、Caspian沙漠。

## 保护
本种于2023年被收录入《有重要生态、科学、社会价值的陆生野生动物名录》。